# Filerimos
Filerimos (griechisch Φιλέρημος (f. sg.), auch Phileremos oder Philermos) ist der Name eines 267 Meter hohen Berges auf der griechischen Insel Rhodos, etwa 8 km südwestlich der Hauptstadt Rhodos. Auf seinem Plateau befand sich die Akropolis der antiken Stadt Ialysos. Mit den zahlreichen Ruinen aus verschiedenen Epochen stellt er heute eine Sehenswürdigkeit und ein beliebtes touristisches Ausflugsziel dar.

## Name
Seinen Namen hat der Berg von einem aus Jerusalem kommenden Mönch, der eine Ikone der Jungfrau Maria, angeblich vom Lukas Evangelist gemalt, bei sich hatte und der sich hier als Einsiedler niederließ (philerēmos aus altgriechisch φίλος philos, deutsch ‚Freund‘ und ἐρῆμος erēmos, deutsch ‚einsam‘, also etwa ‚Freund der Einsamkeit‘). Zuvor trug der Hügel den Namen Achaia. Dieser Mönch errichtete im 13. Jahrhundert eine Kapelle, die später zum Kloster und zur Kirche ausgebaut wurde. Der Glockenturm ist noch heute zu sehen.

## Ausgrabungsstätte
Auf dem Gebiet des Filerimos befinden sich Überreste eines dorischen Brunnenhauses aus dem 4. Jahrhundert v. Chr. (nicht zu besichtigen), eines Tempels der Pallas Athene aus dem 2. Jahrhundert v. Chr., ein kreuzförmiges Taufbecken und Fußbodenmosaike einer frühchristlichen Basilika aus dem 5. Jahrhundert sowie Reste einer byzantinischen Kirche. Ein vom Johanniterorden errichtetes Kloster wurde von italienischen Archäologen restauriert. Von hier stammt angeblich auch die Ikone aus dem 12. Jahrhundert, die als Muttergottes vom Berg Philermos verehrt wird. In der Höhlenkirche Agios Georgios sind Fresken aus dem 15. Jahrhundert erkennbar.

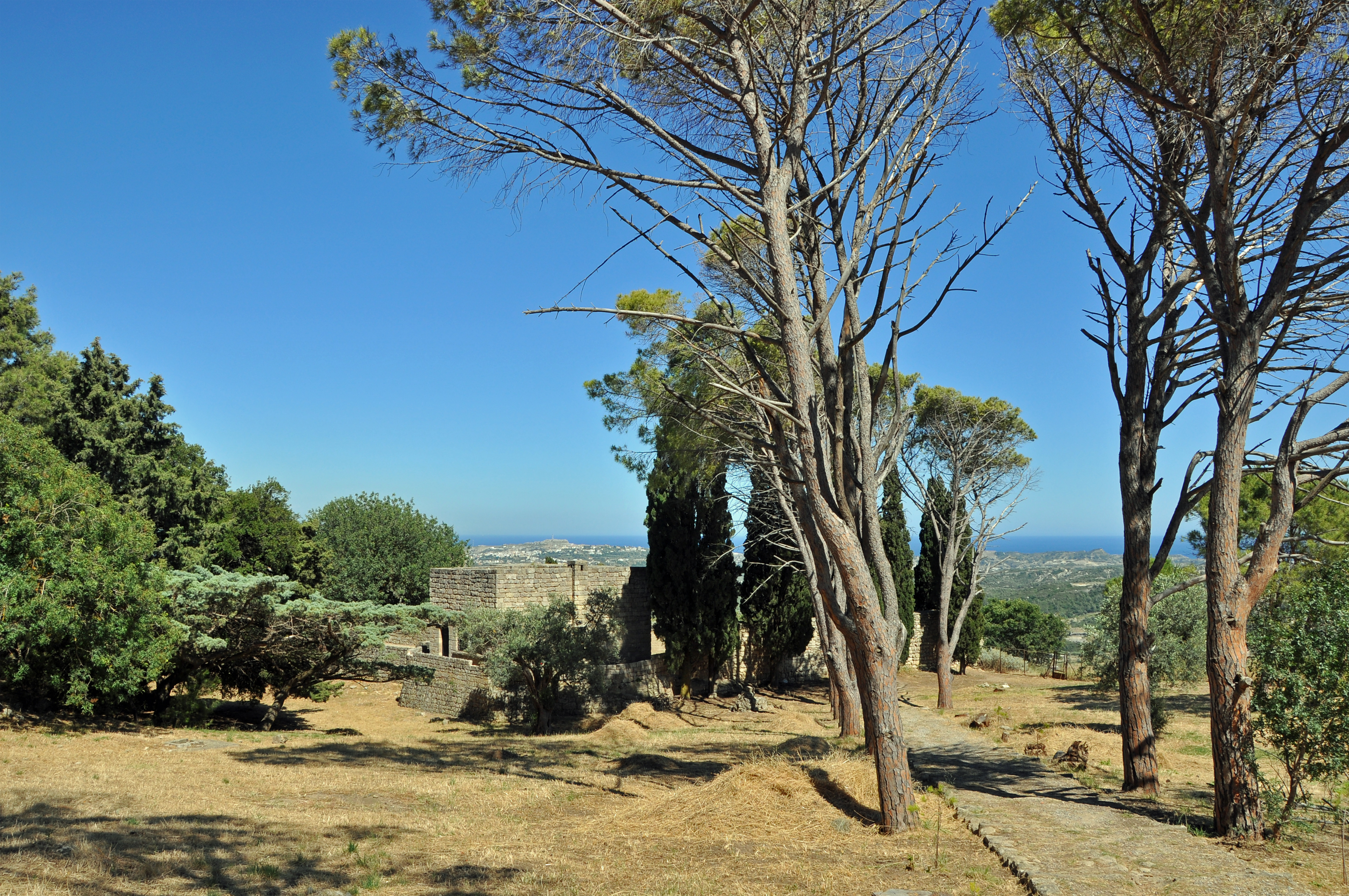
Auf dem Plateau des Filerimoshügels
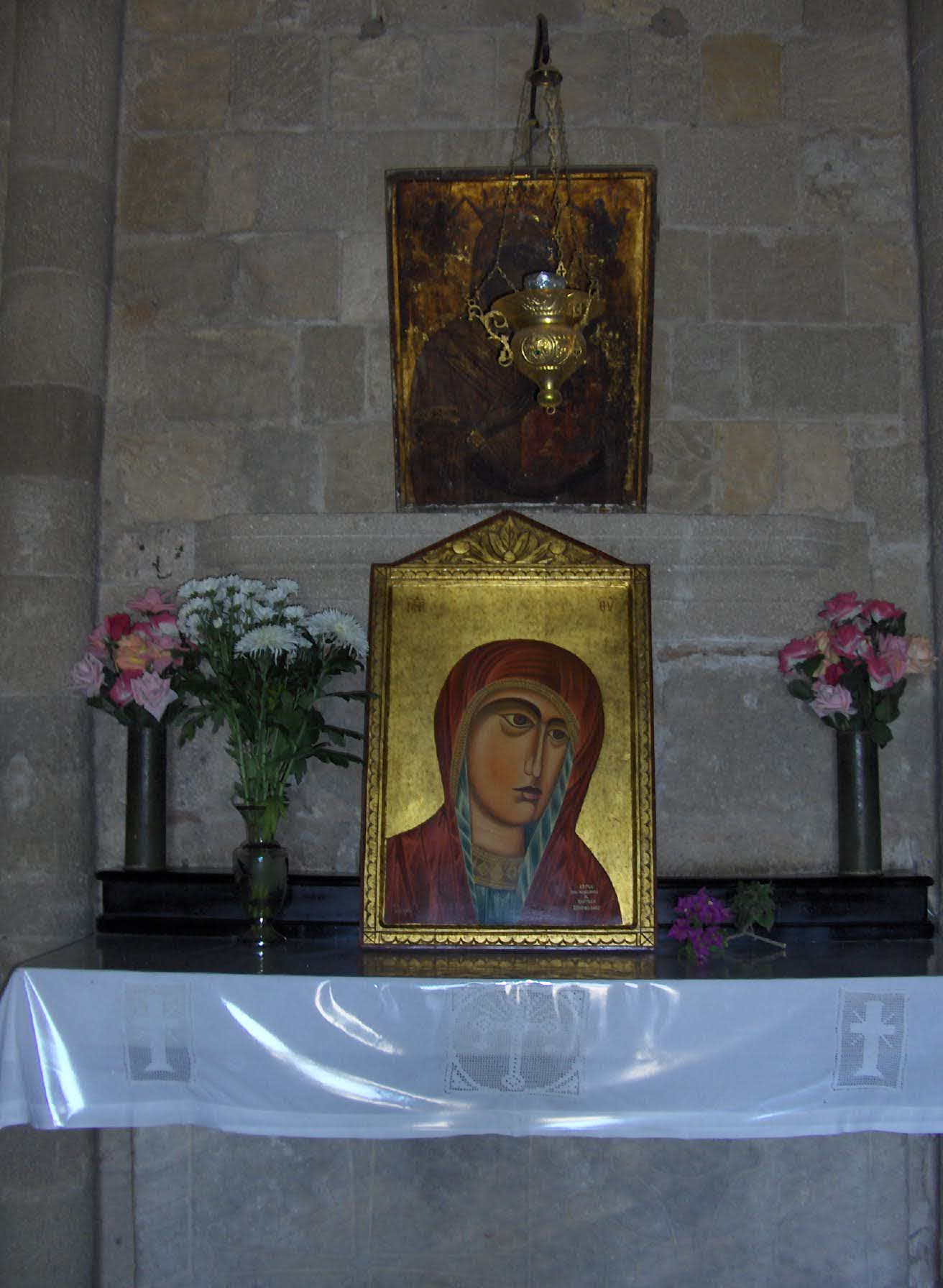
Die Muttergottes vom Berg Philermos
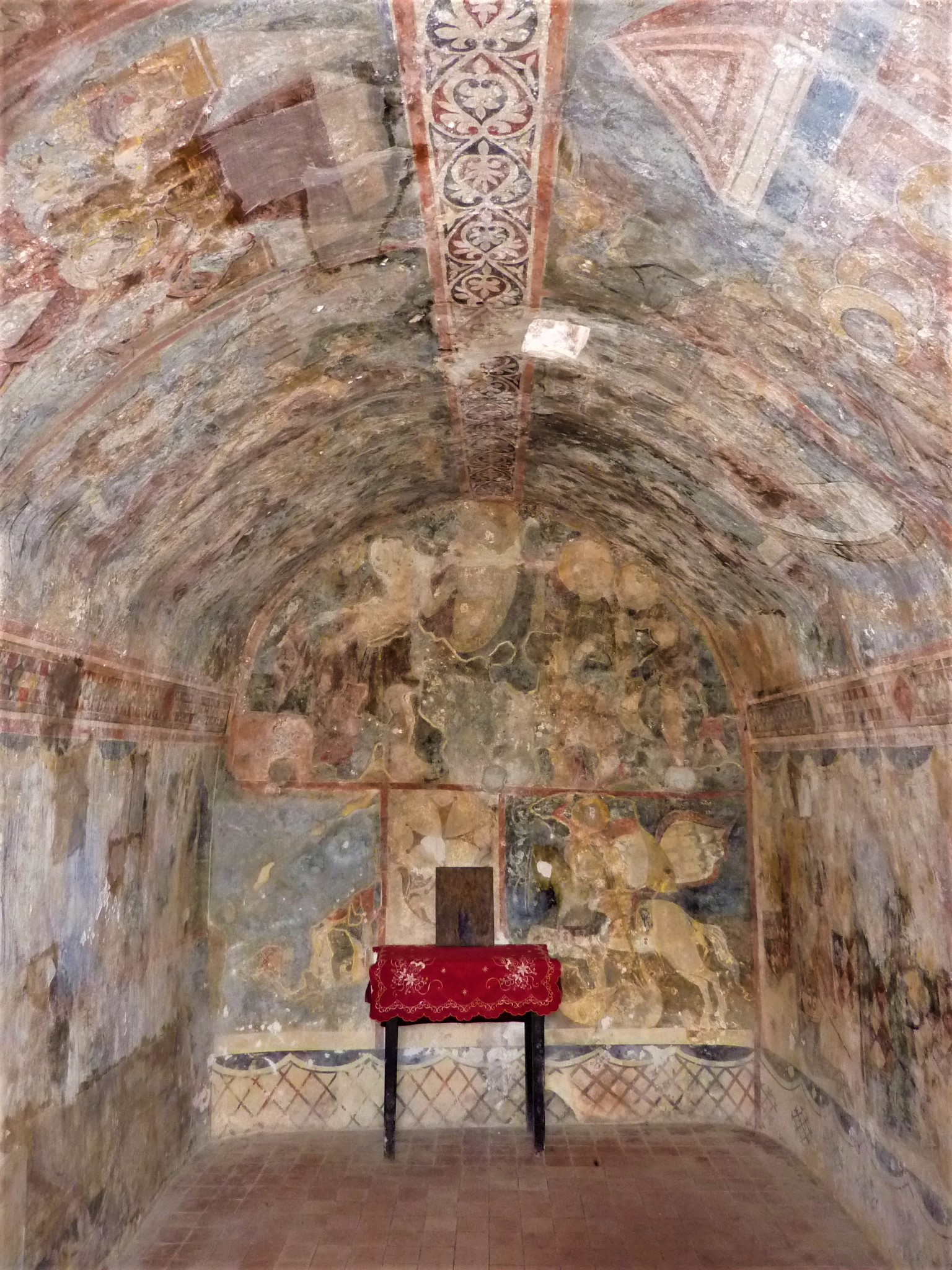
Blick in die Höhlenkirche Agios Georgios
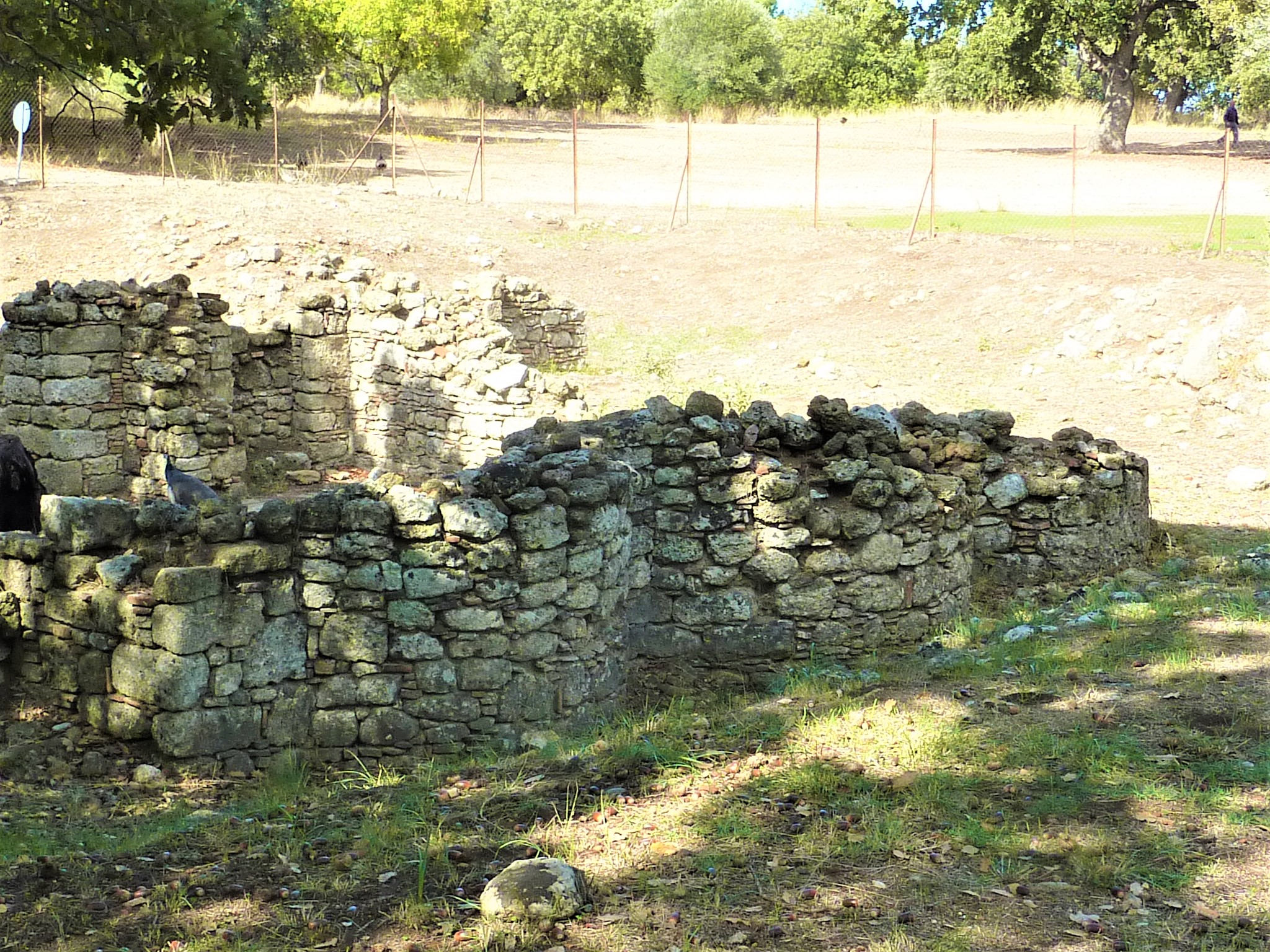
Die drei Ruinen der byzantinischen Kirchruine
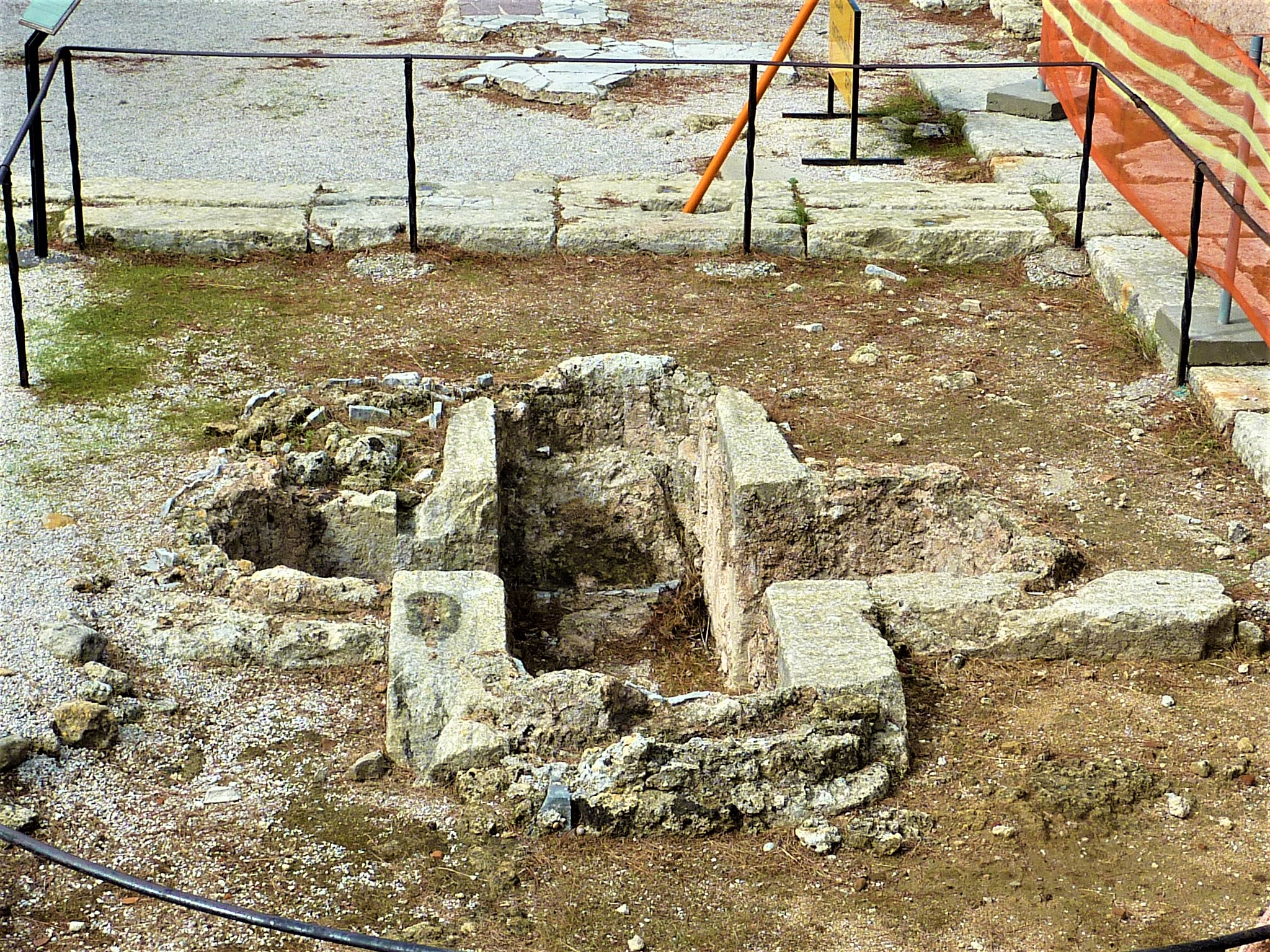
Kreuzförmiges Taufbecken
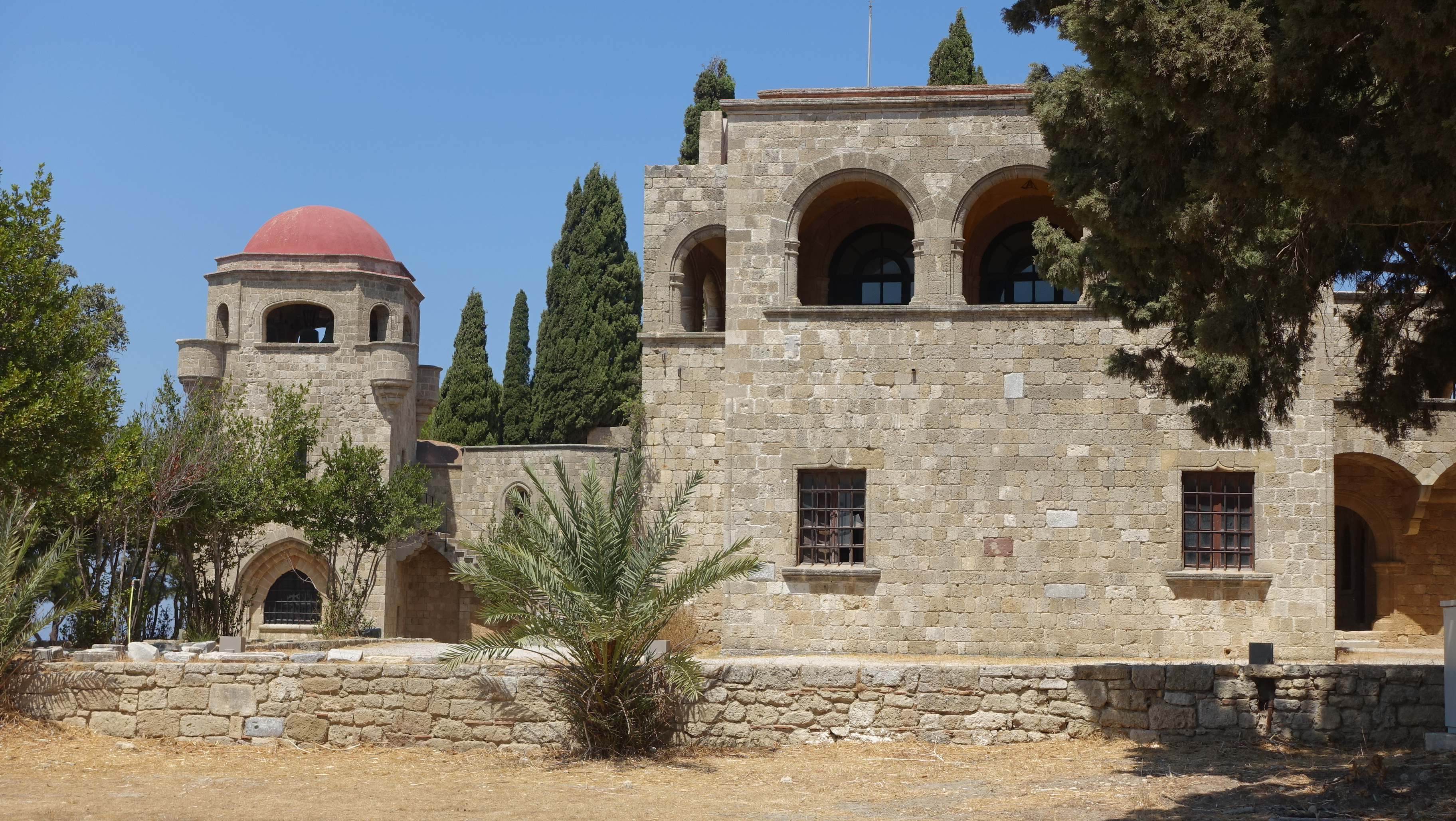
Kloster der Johanniter
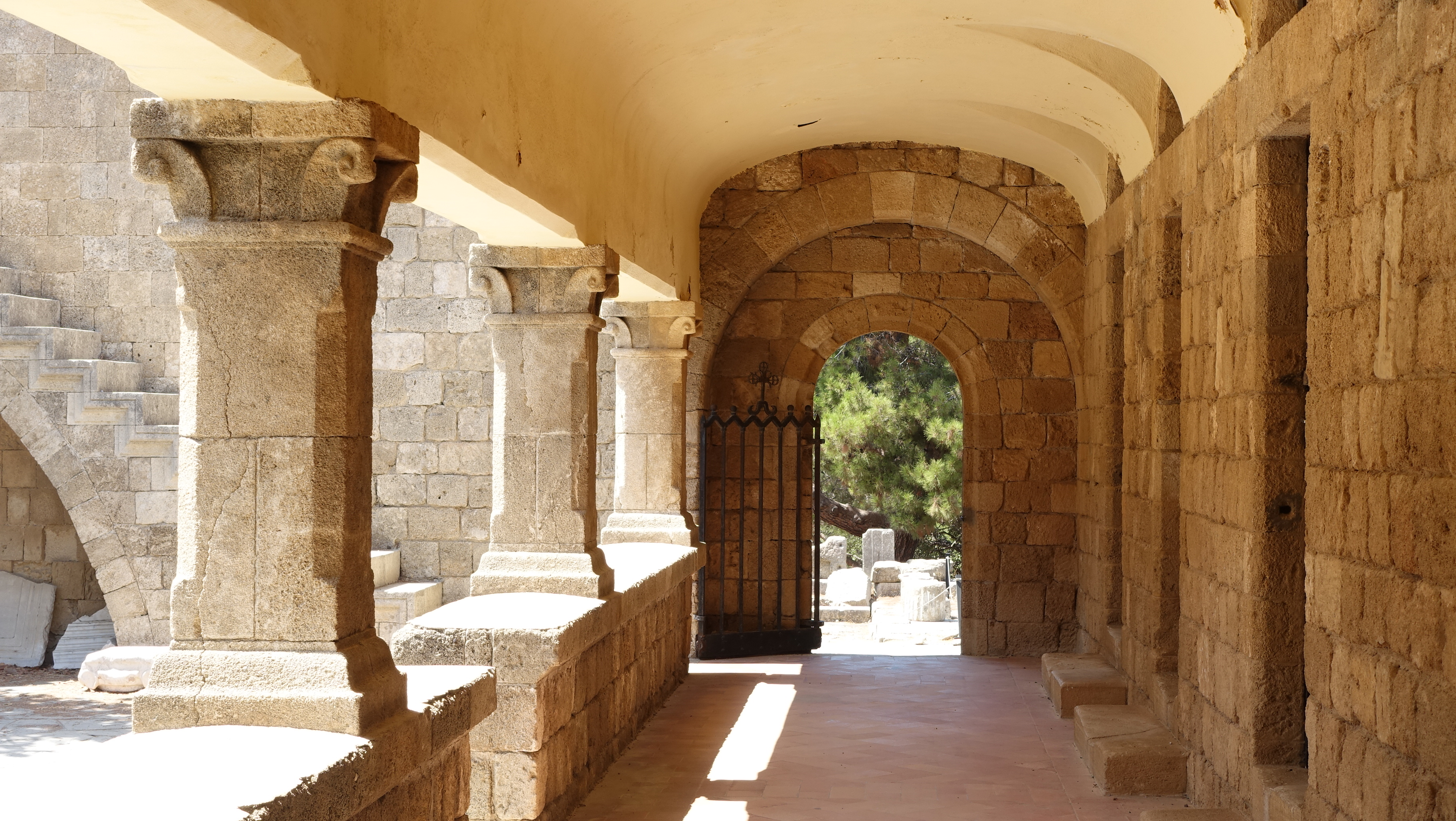
Innenhof im Kloster
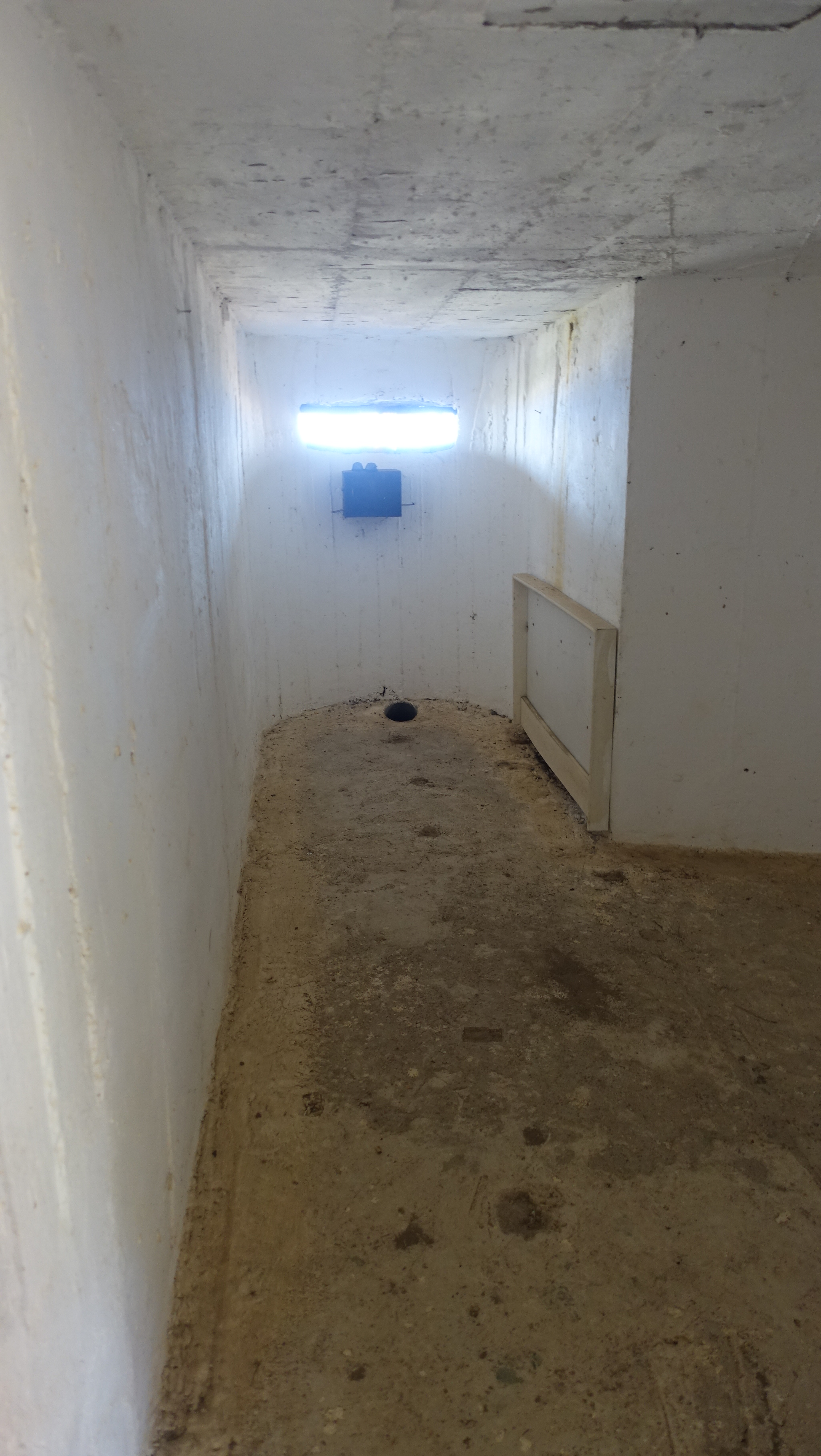
Festungsbau aus dem Zweiten Weltkrieg

## Aussicht
Vom Filerimos aus hat man einen guten Blick zum höchsten Berg der Insel dem
Attavyros. Während der deutschen Besatzung im Zweiten Weltkrieg wurden hier auch militärische Einrichtungen angelegt. Einige Stellungen am Filerimos-Berg zeugen noch davon.
Die Aussicht von dieser Stelle machen sich auch die Feuerwehrleute der Insel zunutze, die hier in den Sommermonaten eine ideale Beobachtungsstation zur Früherkennung von Bränden betreiben.